# 부동지신묘록
《부동지신묘록》(일본어: 不動智神妙録)은 일본 에도 시대 초기의 선종 승려 다쿠안 소호(沢庵宗彭)가 집필한 책으로, 검선일여(劍禪一如) 즉 「검법(병법)과 선법의 일치」에 대한 다쿠안 소호의 이론이 담겨 있다.
도쿠가와 쇼군케(徳川将軍家)의 병법지남역(兵法指南役)이었던 야규 무네노리(柳生宗矩)에게 주어졌다고 하며, 미야모토 무사시의 《오륜서》(五輪書), 야규 무네노리의 《병법가전서》(兵法家伝書) 등과 함께 훗날 일본의 무술에 큰 영향을 미친 책이다. 또, 다쿠안의 동종의 저작으로 《태아기》(太阿記)도 있다.

## 개요
《부동지신묘록》의 집필 시기에 대해서는 여러 설이 있지만, 내용으로 추정하여 간에이(寛永) 연간(1624년~1645년)으로 여겨진다. 별칭으로 《부동지》(不動智), 《검술법어》(剣術法語), 《신묘록》(神妙録)이라고도 불리며, 원본은 존재하지 않고, 무네노리의 요청으로 소호가 써서 주었다는 (《부동지신묘록》의 친필 사본으로 여겨지는) 저술도, 그것이 '편지'의 형태인가 완성된 '책'의 형태인가에 대한 자세한 형식이 판명되어 있지 않다.

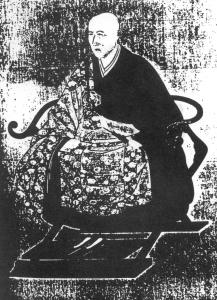
다쿠안 소호

저자 다쿠안 소호는 덴쇼(天正) 원년(1573년)생으로 다지마(但馬)의 야마나(山名) 가문의 가신인 아키바 쓰나노리(秋庭綱典)의 차남으로 태어났다. 일곱 살 무렵에 하시바 히데요시(羽柴秀吉)에 의해 다지마가 정복되어 집안이 몰락하고, 열 살 무렵인 1582년에 정토종(淨土宗) 사찰인 쇼넨지(唱念寺)에서 슈우(衆譽)의 제자로 출가하였다. 23세 무렵인 1594년 교토의 다이토쿠지(大德寺)에서 슌오쿠 소엔(春屋宗園)에게서 배우면서 이때 '소호'(宗彭)란 이름을 받았고, 32세 되던 1604년에 난슈지(南宗寺)의 요슌암(陽春庵)에서 대오(大悟)하여 잇토 쇼테키(一凍紹滴)로부터 인가(印可)를 받고 '다쿠안'(沢庵)이란 법호를 받았다. 1609년에 37세로 다이토쿠지의 주지로 임명되었으나 사흘만에 고사하고 이후 난슈지에서 은거하였다.
1627년 자의 사건(紫衣事件)이 발생하자 이듬해 다쿠안이 나서서 막부의 처분에 항거하여 항변서를 막부에 제출하였고, 막부의 처분으로 다쿠안을 포함한 네 명의 승려들이 무쓰, 데와 등지로 유배되었다. 데와(出羽)로 유배된 다쿠안은 데와 가미야마 번(上山藩)의 번주 도키 요리유키(土岐頼行)의 배려로 하루사메안(春雨庵)에 기거하며 요리유키와 교유하게 되었고, 이 무렵에 요리유키와의 교유에서 나눈 병법에 대한 철학이 《부동지신묘록》의 사상적 기초가 되었다.

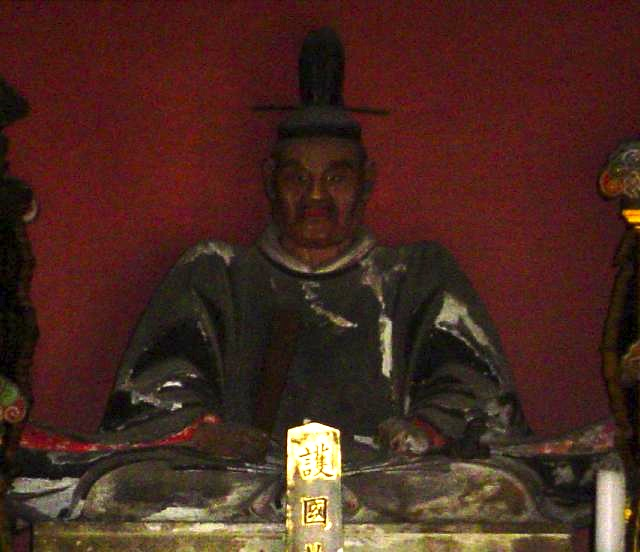
야규 무네노리

1632년 다쿠앙이 60세 되던 해에 2대 쇼군 히데타다가 세상을 떠나고 대사면령이 내려지자 야규 무네노리 등의 청에 의해 다쿠안도 사면되었다. 이후 3대 쇼군 도쿠가와 이에미쓰(德川家光)가 상경할 때 야규 무네노리 등의 천거로 다쿠안은 쇼군 이에미츠를 배알하게 된 것을 계기로 1636년 이후 에도에 머물며 이에미쓰를 가까이서 모시게 되었다. 이 시기에 이에미쓰와 주고 받은 병법에 대한 내용을 무네노리가 글로 적어줄 것을 청하게 되고, 이 때 다쿠안이 무네노리에게 써준 글이 《부동지신묘록》의 바탕이 된다.
다쿠안은 이후로도 에도에 머물며 이에미쓰나 고미즈노오 상황 등에게 선을 강설하였고, 고미즈노오 상황이 그에게 국사(國師)의 호칭을 하사하려 했지만 받지 않았다. 1639년 쇼군 이에미쓰가 다쿠안을 위해 지어준 사찰 도카이지(東海寺)에 돌아와 말년을 보내다 1646년 1월 27일 74세(법랍 64세)로 입적하였다.

## 집필 배경
다쿠안 소호가 살았던 시기 일본은 센고쿠 시대에서 쇼쿠호 시대를 거쳐 에도 시대로 이행하는 전환기였다. 센고쿠 시대 말엽 철포(鉄砲)의 등장으로 인한 전술 패러다임의 변화, 도요토미 히데요시의 일본 전국 통일, 세키가하라 전투와 오사카 전투를 거쳐 에도 막부의 성립에 이르기까지 전시에서 평시로의 이행이 이루어지던 일본에서는 차츰 '무사 계층'에 대해 의식의 변화를 요구하게 되었다. 기존의 경제적 보상에 의한 주종 관계와 무단통치는 전쟁이 사라지고 전공(戰功)이라는 보상이 더 이상 주어질 수 없는 평화 시대에는 지배 원리로서의 역할을 다하게 되었다. 또한 막번 체제가 정비되고 사회가 안정화되면서 무사 계층은 점차 사농공상의 사족(士族)으로서 엄격한 신분제 속에 편입되었다.
에도 막부의 지배층들이 무가제법도를 통한 무사들의 통제를 꾀하는 과정에서 조선으로부터 유입된 주자학을 통치 이념으로 수용하게 되고, 유교적 명분론이 무사 계층 사이에 이식되게 되었다. 전란의 시대에 불교적인 숙명론이 무사들의 의식 기저에서 무사 특유의 사생관과 주종관계를 합리화했다면, 평화 시기에는 유교적 명분론이 그 역할을 대신하게 된 것이다. 이전 시대에는 전장에서 전공을 많이 세우기 위한 기량만을 우선시했던 것에 비해 점차 병법에 있어서도 정신적 측면에서의 이른바 심법(心法)이 중시되게 된다. 이런 시기에 병법서들의 저술에서 그 내용은 선종과 유교적 요소들이 무사도의 내용으로서 포함되었던 것이다. 다쿠앙도 《부동지신묘록》의 저술과정에 심법의 측면을 중시하여 선종과 유교적 이념을 《부동지신묘록》에 함께 서술해 놓았다.

## 내용
《부동지신묘록》은 다쿠안이 야규 무네노리의 요청으로 그를 위해 쓴 서간을 기초로 한다. 무네노리에게 간언(諫言)하는 내용의 4개의 장을 포함하여 《부동지신묘록》은 총 33개의 장으로 구성된다.
그 내용을 요약하면 불교적인 이론을 이용하여 검술의 마음가짐에 대해 설명하고자 하는 데에 목적이 있다. 마음이 한 사물에 붙들리면(의식함이 지나치면), 몸이 부자유해지고, 헤매면, 조금이라고는 해도 심신이 멈춰 버리게 된다. 이러한 상태를 선의 입장에서는 좋게 보지 않고, 달인의 영역에 다다른 무인의 정신 상태 · 심법(心法)을, 「무의식적인 행동」 또한 마음이 항상 유동적으로 움직이며 「(무언가에) 헤매지 않고, 붙들리지 않고, 멈추지 않고」 있는 것을 설교하고 부동지를 「답보다 헤매지 않는 것 = 결과보다 행동」에 중점을 두는 선문답으로 설명(본서에서는 「석화지기」)한 것으로, 실질적으로는 심법을 설하고 있는 병법서이며, 실전 기술인 신카게류(新陰流)와 표리일체로 배우는 것(본서의 「이(理)의 수행, 사(事)의 수행」)으로 하고 있다.

### 무명주지번뇌(無明住地煩悩):마음이 사로잡히면 베인다
불교에서 '무명'(無明)이란 '망설임'을 가리키며 '주지'(住地)란 불교 수행 단계의 52위 중 하나로 '주'(住)에는 '멈춘다'(머무른다)의 뜻도 담겨 있다. 선종 불교에서는 마음이 헤매며 멈춰(머물러) 있는 상태는 좋지 않은 것으로 설명한다.
다쿠안은 《부동지신묘록》에서 검을 수련하는 자가 경계하여야 할 미혹(迷惑)의 상태를 '무명주지번뇌'(無明住地煩惱)라고 설명하면서 이러한 미혹된 상태를 벗어난 완성된 수련단계에 있어서의 검의 지극한 경지를 '무도'(無刀)라 하였다. 이러한 무도는 '부동지'(不動智)를 증득한 '검선일여'(劍禪一如)의 경지에서 다다를 수 있는 경지를 뜻한다.
상대가 칼을 휘두를 때, '(상대가) 이쪽으로 쳐들어 온다'고 생각한 순간부터 자신의 마음은 상대의 움직임에 빼앗긴 것이라고 말하고, 무심(無心)의 상태에 잠긴 상태로 덤벼 들면, 상대의 칼을 빼앗아 반대로 상대를 베는 것도 가능하게 된다고 '무도'(無刀)의 마음가짐에 대해 설명하고 있다. 자유롭게 움직이기 위해서는 '누가 어떻게 (이쪽을) 치러 온다'라든가 '적의 마음을 읽어야 되는데(이쪽의 마음을 바라보게 된다)' 등 의식적으로 움직여서는 안 된다는 것을 비유하여 설명한다. 상대의 칼의 움직임도, 타이밍도, 나 자신의 칼의 움직임도, 나의 마음을 빼앗아 붙들어놓는 대상이며 나 스스로를 부자유하게 만들 뿐이라고 하여, 선종 불교의 입장에서 '사고'(思考) 대 '사고'의 대결을 부정하는 기술이 이루어져 있다.

### 제불부동지(諸仏不動智)
《부동지신묘록》의 '부동'(不動)은 '전혀 움직이지 않는다'는 뜻이 아니라 마음만은 자유롭게 움직여 어느 한 물건, 어느 한 가지 일에 조금도 마음을 얽매이지 않는 것이 부동지라고 설한다. 부동지를 가장 잘 체현한 부동명왕(不動明王)처럼 움직이는 것이 최선이라고 부동지신묘록은 설명하고 있다.
예를 들어, 열 명이 한 명에게 쳐들어와 베려고 하는데, 그 열 명 중 한 명의 칼을 어떻게 딱 받아 넘겼다고 해서 그것 한 가지에만 신경 쓰고 있으면(마음이 붙들려 있으면) 나머지 아홉 명의 공격에 대해 즉각적인 대응을 할 수가 없게 되고, 열 명의 공격을 맞아 싸우려면, 열 번 마음을 움직일 수밖에 없고, 이를 들어서 "마음이 어느 그림의 한 지점에만 붙들려 머물지 않고, 그림 전체에 빠짐없이 고르게 미치는" 경지를 설명한다.
요컨대, 1천 개의 손과 1천 개의 눈을 지닌 천수관음(千手観音)이라 해도 1천 개의 손 가운데 활을 든 하나의 손에 마음이 붙들려 얽매이게 되면 나머지 999개의 손은 모조리 도움이 되지 않게 되어 버리지만, 어떤 하나의 손에 마음이 붙들려 얽매여 있지 않기에, 1천 개의 손 모두가 유용하게 된다고 설명한다. 의식을 한 곳에 집중하면 자칫 그 외 다른 부분을 쉽게 놓치기 마련이고 마음도 한 곳에 치우치면 나머지 빈 곳이 생기게 되지만, 부동지의 상태에서는 1천 개의 손, 1천 개의 눈 그 중 어느 한 곳에도 결여되는 일 없이 마음이 고루 존재할 수 있게 된다는 것이다.
또한 나뭇잎의 예를 들어 한 장의 낙엽(떨어짐=움직임)만 주시하는 것이 아니라, 전체를 무심의 상태로 봄으로써 더 많은 나뭇잎의 구조를 볼 수가 있게 된다는 이야기나 처음으로 칼을 잡은 사람은(자세 등등의 것들에) 마음이 붙들려 얽매이지 않는다 등 비유를 포함한다.

### 이(理)를 지지하는 기(技), 기를 살리는 이
다쿠안의 《부동지신묘록》이 병법서로서 특별한 의미를 가지는 것은 사리일치(事理一致)의 수행을 주장했다는 점이다.
불교적 의미에서 '사'(事)는 현상이며, '리'(理)는 현상의 본질로서 진리를 뜻한다. 다쿠안은 수행에는 '이'의 수행과 '사'의 수행, 이렇게 두 가지가 있다고 하였다. 수행에 있어 '사'와 '이'는 수레의 두 바퀴와 같아서 어느 한 쪽도 빠뜨릴 수 없고 양쪽 모두를 갖추어야 한다고 설하고 있다.
다쿠안이 말한 '사리'의 '사'는 검술의 형(形), 즉 '기술'로서의 검법을 말하고 '리'는 마음수련 즉 심법을 말한다. 이 '리'의 수련의 극의인 무심의 경지에 도달하는 것도 먼저 '사'의 수련이 전제될 것을 요한다. 심법이든 검법이든 즉 사와 리가 모두 갖춰진 수행이 아니면 무용지물이 되고 만다. 결국 다쿠앙은 수행에 있어 '사리일치'를 주장하고 있는 것이다. 사리일치의 수행이 아니고서는 극의에 이를 수 없게 된다.
검법과 심법의 조화를 뜻하는 사리일치가 바로 '검선일여' 사상의 바탕이 되는 것으로, 《부동지신묘록》의 큰 주제이기도 한 "검과 선의 극의가 하나로 통한다"는 검선일여의 의미는 사리수행을 전제로 하는 개념이다.

### 간발을 용납하지 않는 마음의 상태(間不容髪)
항상 흐르듯 움직이는 마음의 상태가 좋다고 설하고 틈이 없는 상태와 그런 상태의 사물의 모습을 설명하는 기술이다.

### 석화지기(石火之機):마음을 멈추지 않는 것이 중요하다
마음이 어떤 사물에 붙들리지 않으면 신속하게 움직일 수 있기는 하지만, 그렇다고 신속한 것이 중요한 것은 아니라고 《부동지신묘록》은 말한다. '재빠르게 움직이지 않으면...'이라는 생각마저도 또한 마음이 그런 '재빠르게 움직이지 않으면... '이라는 생각에 붙들려 있다는 증거이며, 마음이 멈춰 있는 상태라고 부동지신묘록은 설명한다.
예를 들어 누군가가 내 이름을 불렀을 때 반사적으로 「응?」 하고 반응하는 것이, 「부동지」의 상태이며, 생각을 둘러싼 말에 「사용은」이라고 응하는 것이, 「망설임」=마음이 멈춰 있는 상태라고 설명하고 있다.

### 마음을 두는 법
이 문제에 대한 대답으로서 다쿠안은 어디에도 두지 않는 것이 불법의 경지라고 하고, 필요에 응하기 위해서는 한 곳으로 정하지 말아야 한다. 맹자의 '방심을 구하라'도 이치를 설명하기에 틀림없기는 하지만 불법(佛法)의 경지 앞에서는 아직 낮은 단계(세속적 경지)라고 인지하고 있다.

### 본심(本心)과 망심(妄心)
「본심」(本心)이란, 한 곳에 마음이 머물지 않고, 넓어진 상태를 가리키고, 「망심」(妄心)이란, 한 곳에 마음이 머무르고, 굳어져 있는(멈추어 있는) 상태라고 설명한다. 《부동지신묘록》은 이를 물과 얼음으로 비유하고, 굳어 있는 얼음보다는 녹은 물이야말로 세상에 더욱 폭넓게 도움이 된다고 설명한다.

### 유심(有心)과 무심(無心)
전자는 「망심」과 동의어, 후자는 「본심」과 동의어라고 설명하고 있다.

### 물에 뜬 표주박처럼(水上打₂胡藘子₁捺着即転)
수면에 떠있는 표주박을 손(捺着)으로 누르면 거기서 옆으로 옆으로 떠서 벗어나고, 더욱 힘주어 눌러도 빠져나가는 등 도저히 한 곳에 계속 멈춰 있지 않는 것처럼, 높은 경지에 이른 사람은 저 표주박처럼 멈춰 있지 않는다고 설명한다.

### 마땅히 머무르는 바 없이 그 마음을 내어라(応無所住而生其心)
불경 《금강경》(金剛經)의 유명한 구절인 「마땅히 머무르는 바 없이 그 마음을 내어라」(応無所住而生其心)를 인용한 것이다. 마음을 어딘가에 멈춰두지 않은(붙들려 얽매이지 않은) 상태에서, (그것을) 하자라고 생각할 수 있는 경지에 이르지 않으면 안 된다고 설하고 있다.

### 풀어 놓은 마음을 다시 되돌려 놓아라(求₂放心₁)
《부동지신묘록》에서 다쿠안은 무심에 이르기 위해 마음을 버리는 사심(捨心)을 제시하는 한편으로, 중국의 사상가 맹자의 「흩어져 버리는 마음을 그러모아라」라는 말(세속적 경지)을 인용하면서 마음의 자유자재함의 필요성을 설명한다.
이 설명을 위해 먼저 다쿠안은 유가의 '경'(敬)을 들어 정(程)·주(朱)가 말한 주일무적(主一無適)으로 마음을 집중하는 경지를 설명하는데, 불가에서도 유가의 경과 같은 '경백'(敬白)이 있어서 정주성리학에서 사용하는 주일무적과 마찬가지로 일심불란(一心不亂)의 의미로 통하지만, 성리학에서 제시한 이러한 마음 집중 수행은 수행 초기의 방편으로서의 수행 방법일 뿐이고 궁극의 수행은 《금강경》에서 말한 바와 같은 '응무소주'에 있다고 다쿠안은 말한다. 마음이 다른 곳으로 가버리고 흐트러지므로 그 마음을 붙들어매는 것이 '경'인데 이러한 방법은 마음이 흐트러지는 것을 막는 일단의 방법일 뿐 여기에 얽매이다 보면 결국 마음이 자유자재하는 것을 막게 된다는 것이다.
맹자의 구방심(求放心)에 대해서도 다쿠안은 수행을 막 시작하는 초심자 단계에서는 맹자가 말한 방법대로 놓쳐버린 자신의 마음을 찾아 다잡을 필요가 있지만, 수행이 극의에 다다르면 오히려 그러한 마음을 다잡은 상태가 오히려 하나의 얽매임이 될 수 있다고 설명하고, 여기에서 소강절(邵康節)의 '요방심'(要放心)을 들어, 붙들어 두었던 마음을 다시금 자유자재하게 풀어놓을 필요가 있다고 설명하고 있다.

### 급류에 출렁거리는 공처럼(急水上打毬子, 念々不停留)
어느 한 곳에 멈추지 않음을 보여준다.

### 전후절단(前後際断)
이전과 지금을 분리하고 마음을 멈추지 않는 것을 나타낸다.

### 경(敬)이라는 한 글자
이 말은 심법을 표현한 것으로 하고, 자심을 다스리는 것을 설한다.

## 영향
전쟁이 사라진 평화 시대에 무술의 개념도 이전의 전쟁 기술적인 측면에서 수행적 의미가 더 강화된 무도(武道)로 점차 변화하면서 그 사상적 요소에 불교(선종)와 유교(성리학)적 요소들이 편입되는 가운데, 다쿠안의 《부동지신묘록》이 제시한 '검선일여'는 무도에 불교적 요소가 유입되는 계기를 제공했다. 야규 무네노리를 비롯하여 미야모토 무사시, 이토 잇토사이(伊藤一刀齋) 등에게 전해졌으며 이 시기 무사도의 교의 형성에도 영향을 끼치게 된다.
《부동지신묘록》의 사상은, 일본의 다른 서적에서도 영향을 볼 수 있다. 《원립 검술 이야기》(願立剣術物語) 제40단 "미혹시키는 눈을 의지해, 적의 치는 것을 보면서 거기에 맞추려 드는 것은 구름에다 도장을 찍는 것과 같"(迷いたる目を頼み、敵の打つを見て、それに合わんとはかるは、雲に印の如くなり)라고 하여 《부동지신묘록》에서 말한 '무명주지번뇌'에서 설해지고 있는 것과 같고, 그밖에도 "어떤 사물에 붙들려 붙잡혀 머무른 곳에 갇히게 되고, 얼음이 되어서 물의 자유로운 이치를 알지 못하고"(ものに取り付き、止まるところに閉じられ、氷となり、水の自由なる理を知らず)도 본서의 '본심망심'에서 설한 것과 같다.
또 18세기에 성립된 담의본(談義本) 「덴구 예술론」(天狗芸術論, 부동지가 선의 주체에 대해, 유교 주체의 검술서에서 마찬가지로 정신적인 면을 설한다) 권지일에서 두 번째 덴구가 의식함이 지나친(의도하는) 것의 해로움이나 미숙한 자에게는 망설이는 것이 없다고 하는 설명으로, 《부동지신묘록》에서 말한 그것과 같은 「무명주지번뇌」나 「제불부동지」에서 설해지고 있는 것과 같은 이야기가 있다.
또한 검술 유파뿐만 아니라 유술 유파에도 다쿠안의 사상이 전파되어 근대 일본 무도철학의 기초가 되었다. 《천신진양류유술극의교수도해》(天神真楊流柔術極意教授図解, 요시다 지하루 · 이소 마타우에몬, 야하타 서점, 초판 메이지 26년)의 목록 제7 '진정한 자리의 설'(真の位の説)에, 물속의 표주박을 눌러도 빠져나간다라는 취지의 기술이 있어서, 부동지의 「수면의 표주박을 손으로 눌러 봐야 그대로 빠져나간다」의 인용이다.
반면 다쿠앙의 '검선일여' 사상이 일본의 근대사에서 일본의 군국주의 전쟁철학에까지 원용되었음은 부정할 수 없다.

## 국외에서
일본 국외에서는, 독일의 철학자 오이겐 헤리겔이 저술한 「마음을 쏘다, 활」(Zen in der Kunst dess Bogenschiessens, 1948년)에서 일부 인용, 소개되고 있어, 서양 국가들의 신체 운용법과는 달리, 의식하면서 움직이고 있는 한 그것은 달인의 영역이라고는 할 수 없다는(의식으로부터의 해탈 논법의) 생각이 예로부터 일본에 존재하였다는 주장으로 「부동지신묘록」을 예로 들면서, 연구 대상으로서 귀중하다는 취지의 기술이었다(소개문에서 다쿠안은, '의식하면서 움직이는 자'를 어떻게 하면 구할 수 있는지를 말하고 있다).
다만, 일본의 병법서에서, 「의식적으로 사고하면서 움직이고 있는 한 그것은 무인으로서 미숙한 것이다」라는 사고 방식 자체는 선종 불교 사상의 유입 이전부터 존재했고, 《투전경》(闘戦經)의 "아는 것만으로는 잊어버리는 것이며, 진실로 깨닫는다는 것은 저으기 의식해서 뼈가 되고, 뼈가 되어서 의식하는 것이다"(知りて知を有たず、虜って虜を有たず。ひそかに識りて骨と化し、骨と化して識る)라는 기술이 있고, 몸으로 깨닫는(무의식적으로 움직이게 되는) 사상이 그 이전부터 존재했음을 알 수 있다는 주장도 있다.

## 한국어 번역
《부동지신묘록》의 한국어 번역은 1999년에 한국의 교학연구사에서 펴낸 이진수의 《일본 무도 연구》에서 처음으로 번역 소개되었고, 2013년에 한국의 도서출판 학사원에서 대구보건대학교 김우철 교수의 편역으로 번역 출간되었다. 2016년에 도서출판 안티쿠스에서 출간한 김현용의 《스포츠 인문학 다쿠앙 소호의 '부동지신묘록' 연구》에도 《부동지신묘록》의 번역이 수록, 소개되었다. 김우철과 김현용의 번역은 모두 《다쿠안 화상 전집》(沢庵和尙全集)의 수록본을 기초로 한다.

### 내용주
1. ↑  주일(主一)이란 마음을 한 곳에 모은다는 의미이고, 무적(無敵)은 마음이 다른 곳에 가지 않는 것을 뜻한다.[5]